# Alois von Accurti
Alois von Accurti, avstrijski general, * 18. junij 1869, † 7. januar 1919.

## Življenjepis
Leta 1886 je končal Pomorsko akademijo Avstro-Ogrske kot 21. izmed 27 kadetov. 
Med mednarodno blokado Krete (1897–98) je bil poročnik na SMS Cyclopu. Upokojil se je 31. decembra 1918.

## Pregled vojaške kariere
Napredovanja
- kontraadmiral: 1. maj 1918 (z datumom učinika 15. maja 1918)